# Nuculana pernula
Nuculana pernula – gatunek małża morskiego należącego do podgromady pierwoskrzelnych.
Muszla wielkości około 1,9 cm, kształtu wydłużonego, zwykle dwukrotnie dłuższa niż szersza. Jeden koniec owalny drugi szpiczasty. Na zewnętrznej powierzchni muszli słabo zaznaczone koncentryczne linie. Kolor muszli oliwkowo-zielony. 
Siedliskiem jest piaszczysty muł głębokich wód. Są rozdzielnopłciowe, bez zaznaczonych różnic płciowych w budowie muszli. Odżywiają się planktonem oraz detrytusem.
Występuje w Ameryce Północnej, Europie i Azji.